# Rickomberga
Rickomberga är en stadsdel i Uppsala med byggnader som byggdes främst på 1990-talet. Den ligger i den västra delen av staden, intill Ekeby, Berthåga, Flogsta och Luthagen, och har 1 111 invånare (2021). Innan bebyggelsen av bostäder tog fart i området fanns här en större institution för psykiskt utvecklingsstörda barn och ungdomar. Institutionen existerar än idag om än i mindre skala.
Rickomberga har blivit känt genom böckerna om Pelle Svanslös, där en av katterna är Rickard från Rickomberga.

## Historia
Rickomberga var ursprungligen en by i Bondkyrka socken. Byn omtalas i skriftliga handlingar första gången 1316 ('in Rickonabergum') då en lantbo under fjärde kanonikatet i en förteckning över vad hertig Valdemar uppburit av kyrkogodsen i Tiundaland. År 1339 lånade fyra personer från byn (Sigurd, Nils, Olof och Jon) spannmål ur Bondkyrkas tiondebod. Under 1500-talet fanns i Rickomberga fem åkervretar, tre tillhöriga Lagga kanonikat och två tillhöriga Vallby kanonikat i Uppsala domkyrka. Därtill fanns det biskopsjord, 1566–1568 uppges jorden brukas av nio "Rickombergabönder".

## Bildgalleri

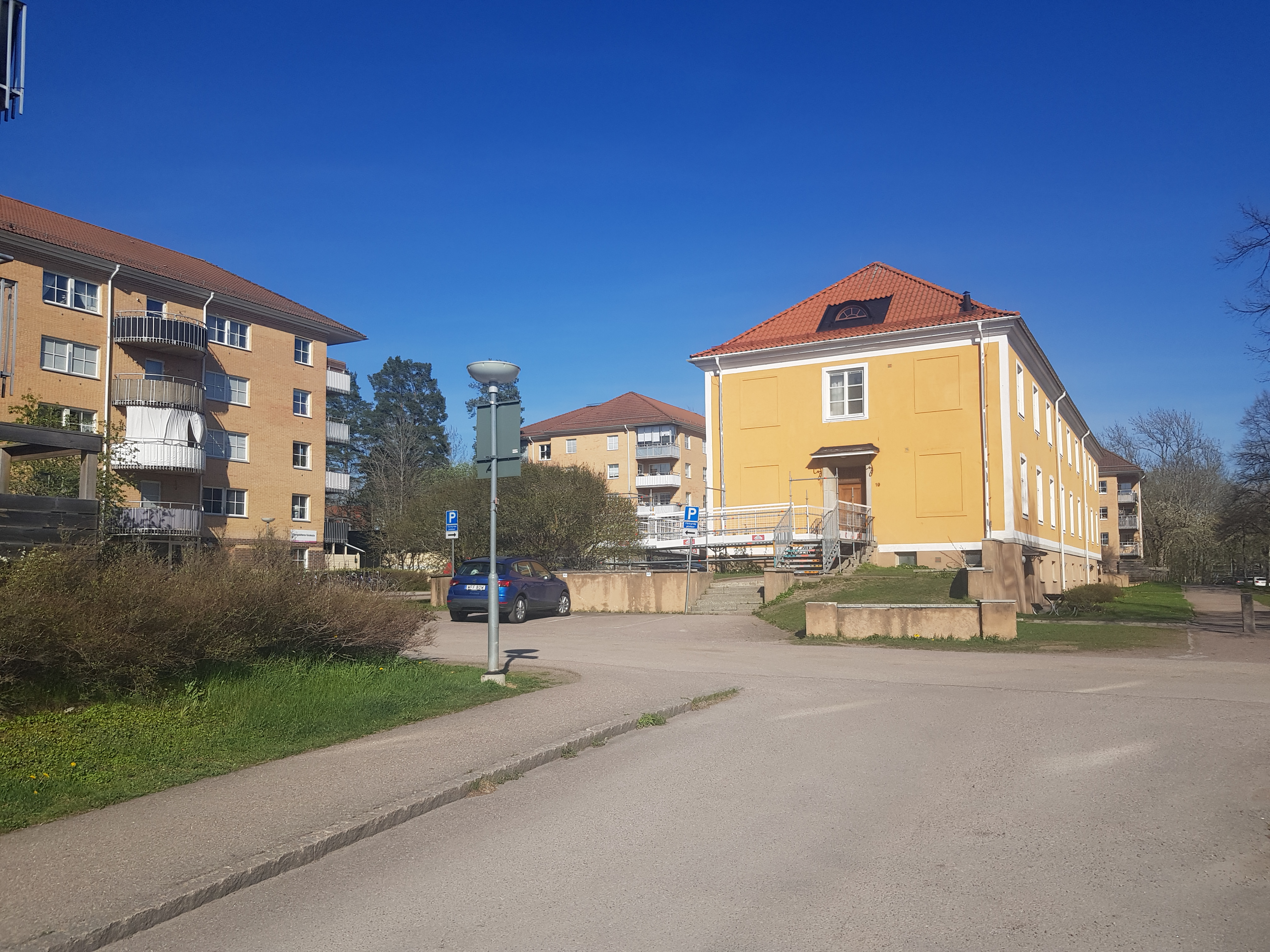
Lägenheter på Otto Myrbergs väg.
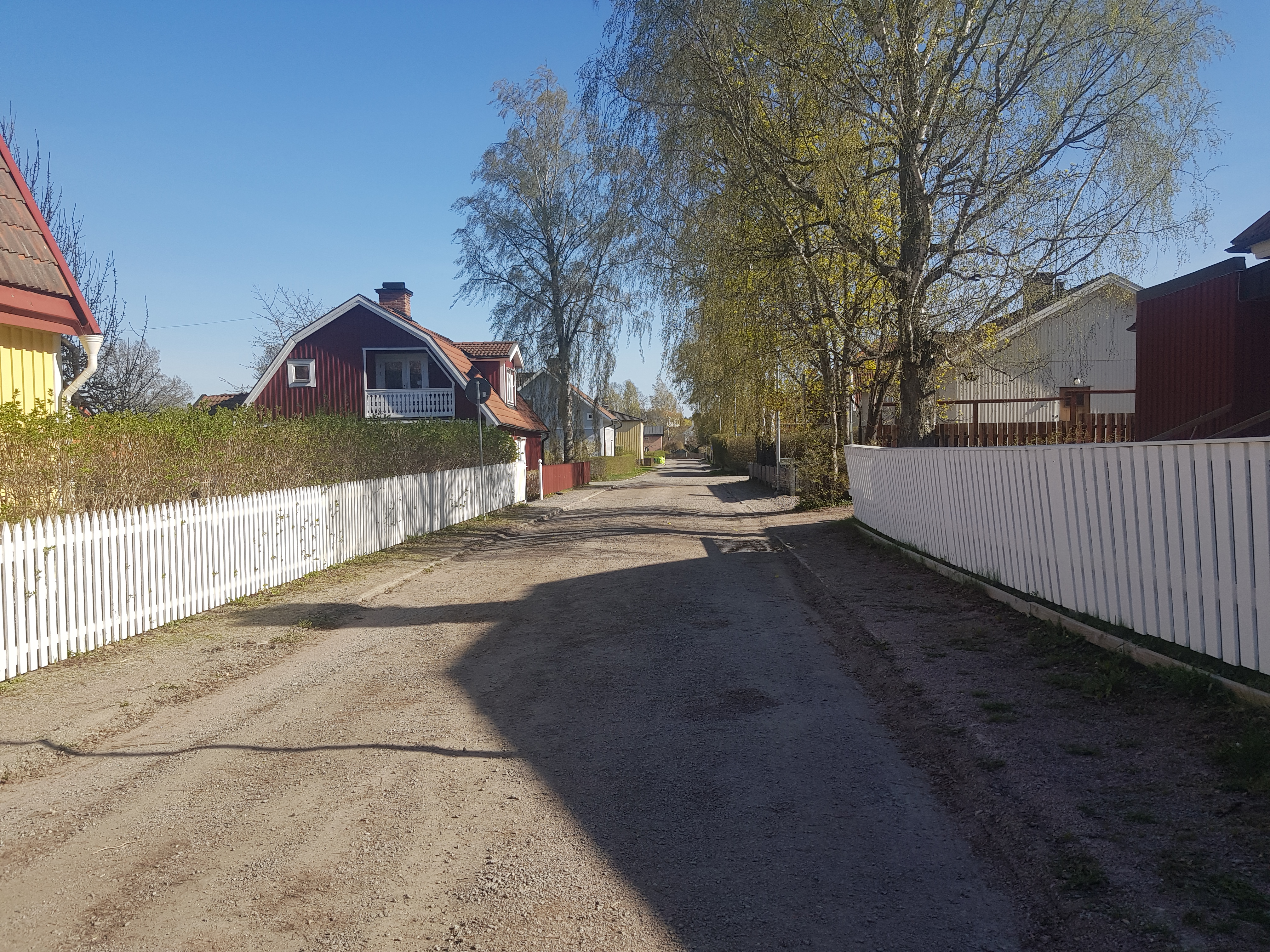
Vy längs Celsiusgatan.
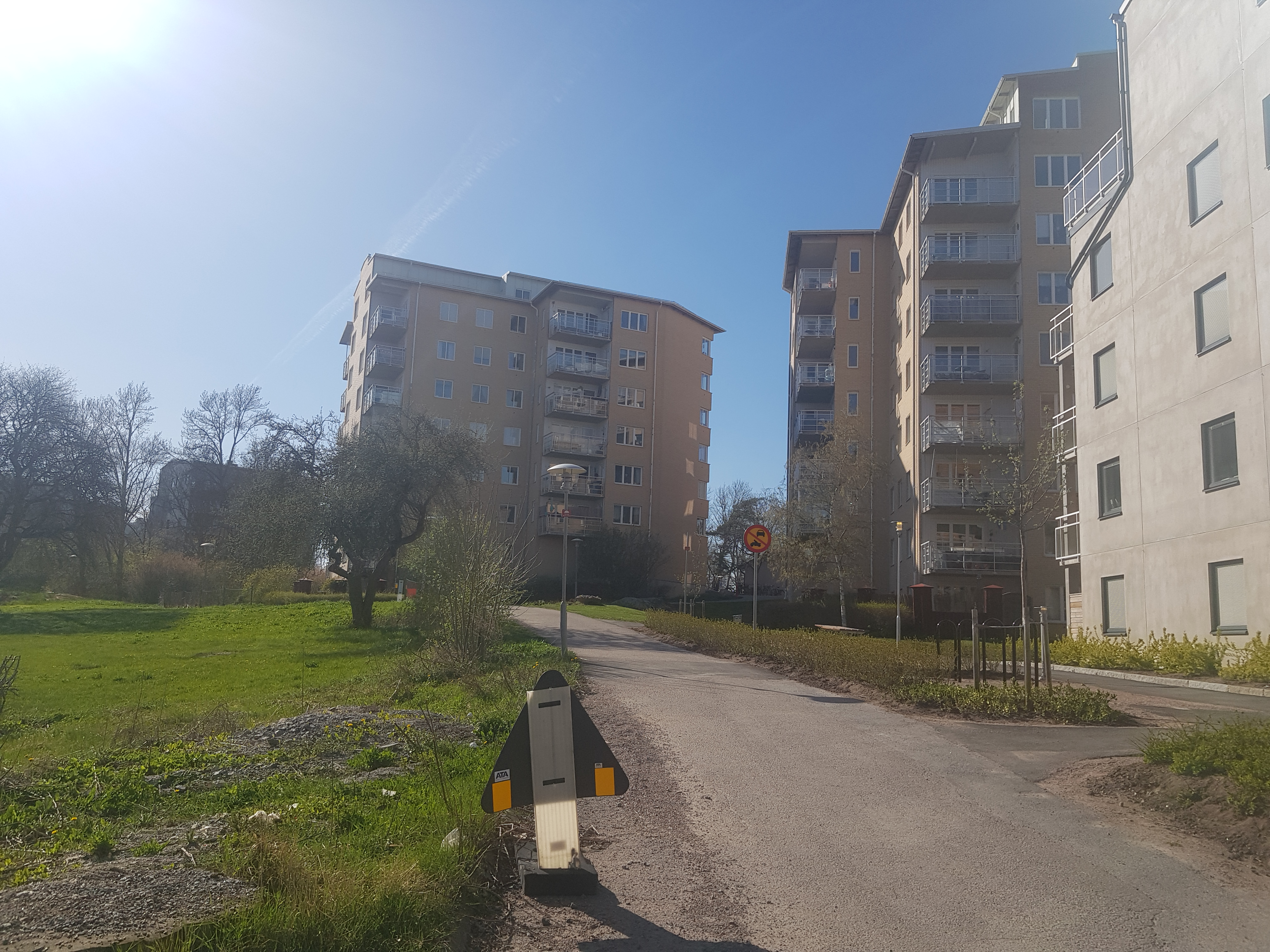
Lägenheter på Otto Myrbergs väg.
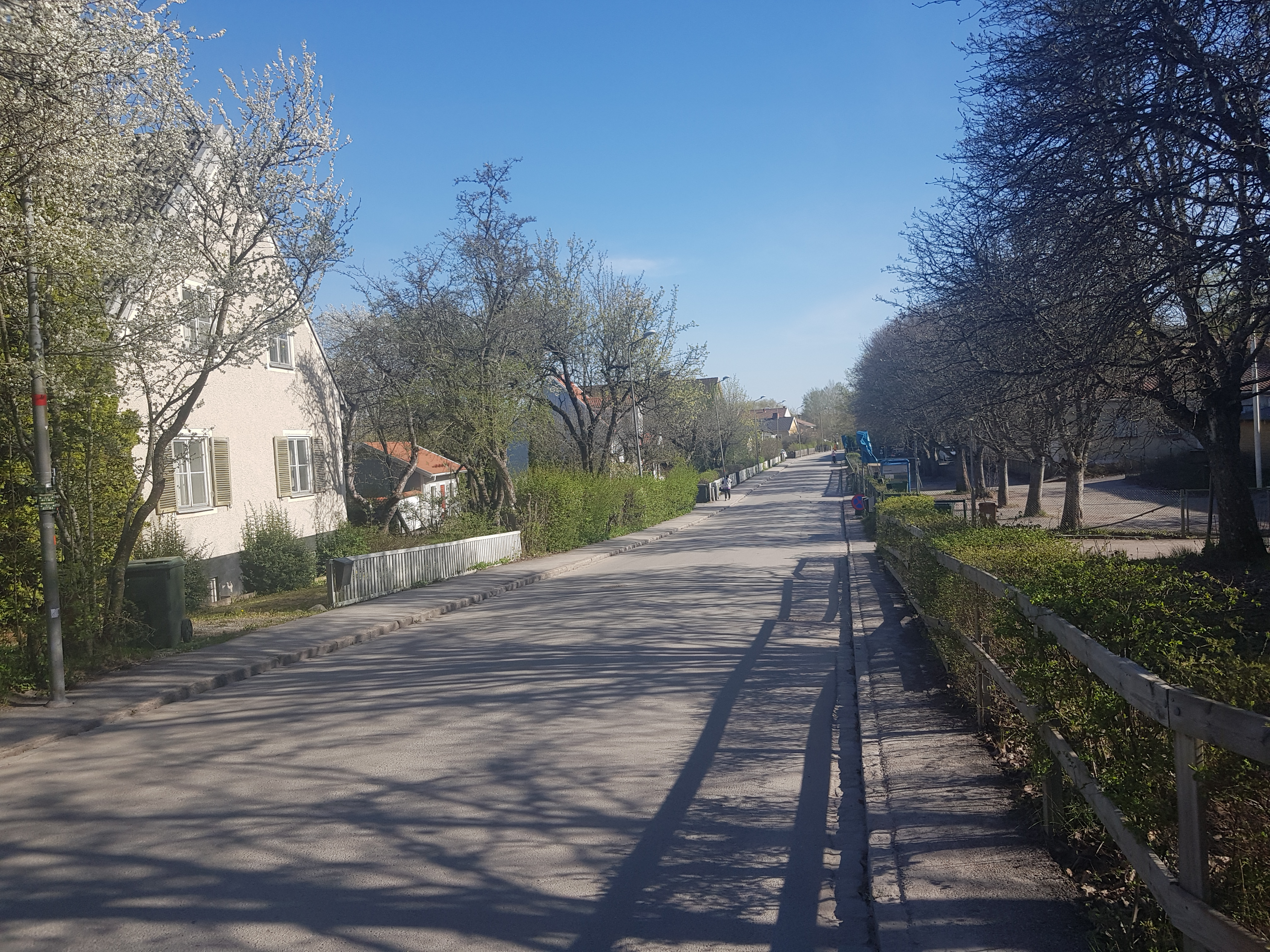
Vy längs Hildur Ottelinsgatan.